# NGC 3284
NGC 3284 (ook: NGC 3286) is een elliptisch sterrenstelsel in het sterrenbeeld Grote Beer. Het hemelobject werd op 8 april 1793 ontdekt door de Duits-Britse astronoom William Herschel.

## Synoniemen
- MCG 10-15-112
- ZWG 290.56
- KCPG 239A
- PGC 31433